# Montauro
Montauro es una localidad italiana de la provincia de Catanzaro, región de Calabria, con 1.428 habitantes.

## Evolución demográfica
| Gráfica de evolución demográfica de Montauro entre 1861 y 2001 |
|                                                                |
| Fuente ISTAT - Elaboración gráfica por parte de Wikipedia      |